# Duce
Duce è una parola derivante dal latino dux che tradotto in lingua italiana significa "condottiero" o "guida".

## Storia

### Epoca romana
In epoca romana, il titolo dux era inizialmente conferito ai comandanti militari che avessero compiuto gesta gloriose. Celebre il passo delle Res Gestae di Augusto in cui il primo imperatore romano scrisse che:
Il titolo ebbe valenze istituzionali quando l'Impero assunse la forma di Dominato, a partire dal regno di Diocleziano (III secolo). Nell'Impero d'Oriente, il termine fu ellenizzato in δουξ (doúx), dal cui accusativo δούκα (doûka) deriva il bizantinismo "duca".

### Medioevo e rinascimento
Nella Repubblica di Venezia e nella Repubblica di Genova invece dux prese la forma di doge, titolo in uso fino alla caduta delle stesse nel 1797, dopo la campagna d'Italia condotta da Napoleone Bonaparte.

### Risorgimento
Viene poi rispolverato nel XIX secolo dalla propaganda risorgimentale, ad esempio in riferimento a Giuseppe Garibaldi.

### Le due guerre mondiali
Fu chiamato così anche Vittorio Emanuele III durante la prima guerra mondiale e Gabriele D'Annunzio nel periodo della Reggenza italiana del Carnaro.

#### Periodo fascista

Benito Mussolini, duce per antonomasia

In seguito il titolo di duce passò a indicare Benito Mussolini, divenendo poi d'uso comune nel linguaggio quotidiano e propagandistico e ottenendo un particolare successo. Nella storiografia italiana, Mussolini è legato all'appellativo di Duce (per antonomasia), al tempo del fascismo riservato unicamente al culto della sua personalità. Oggi è ricordato con questo appellativo divenuto parte integrante del suo nome.
In Italia, all'epoca del regime fascista, il ruolo del duce ebbe una sanzione giuridica nello statuto del Partito Nazionale Fascista (PNF). Secondo lo statuto, il duce presiedeva il Gran consiglio del fascismo, proponeva al re la nomina e la revoca del segretario del PNF e, su proposta di questi, nominava e revocava i più alti gerarchi del partito (componenti del Direttorio nazionale, ispettori del PNF e segretari federali) nonché i dirigenti nazionali delle organizzazioni dipendenti dal partito.
Mussolini, all'appellativo di Duce, dal 1922 univa quello "costituzionale" di presidente del Consiglio dei ministri (titolo poi mutato, a partire dal 1926, in capo del governo primo ministro segretario di Stato attraverso una delle leggi fascistissime).

Nella costituzione della Repubblica Sociale Italiana, mai attuata, il «Duce della Repubblica» è l'equivalente di un presidente in un sistema presidenziale, anche se eletto tramite i "grandi elettori" della democrazia organica e non a suffragio universale diretto.

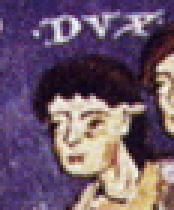
In una grande adunata fascista all'Arena di Verona una coreografia dagli spalti mostra la parola DUX

#### Equivalenti stranieri
Il termine ha avuto equivalenti in altri paesi. In particolare Adolf Hitler si fece chiamare Führer in Germania, Francisco Franco era il Caudillo in Spagna, Vidkun Quisling fu il Fører di Norvegia, mentre in Romania Conducător identificò sia il filofascista Ion Antonescu che il comunista Nicolae Ceaușescu. In Croazia il termine analogo era Poglavnik, termine con cui faceva chiamare Ante Pavelić.

## Nella teologia cattolica

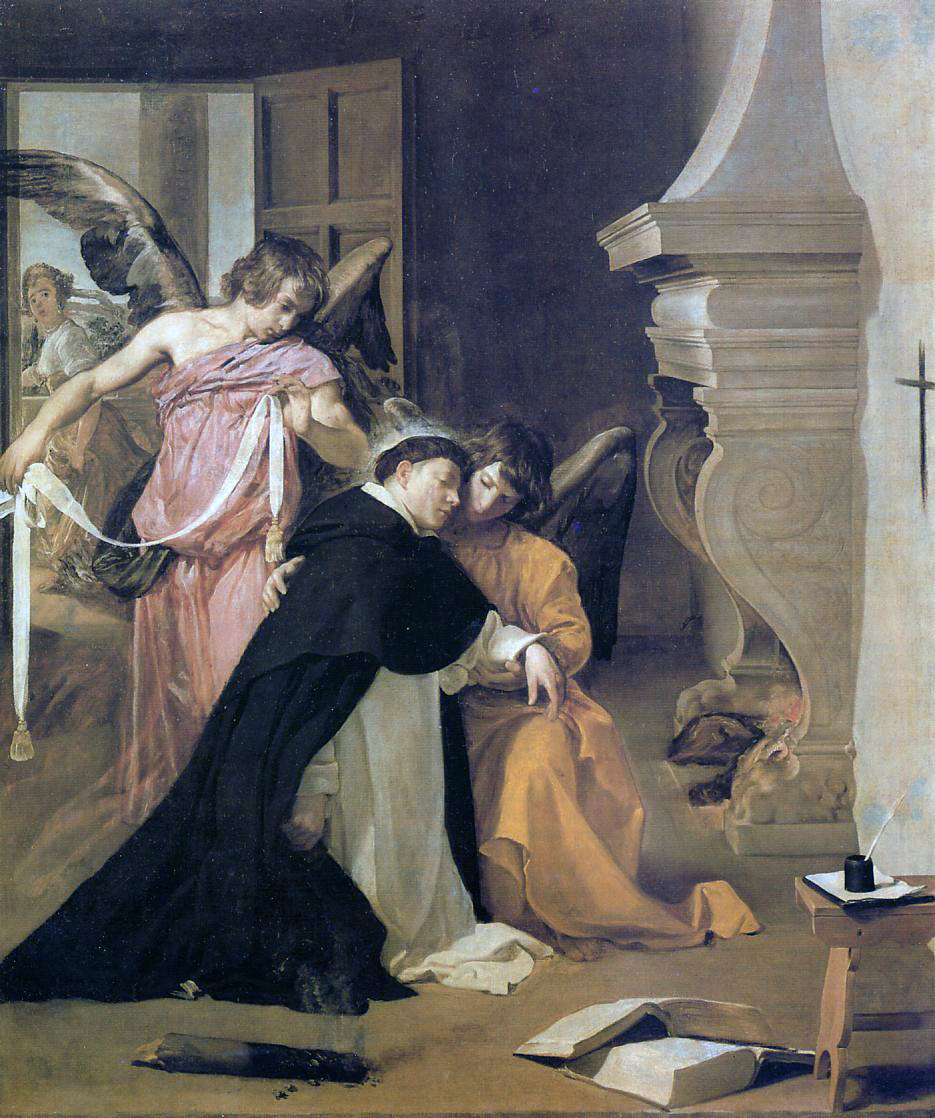
L'Aquinate sorretto dagli angeli nella Tentazione di San Tommaso, olio su tela di Diego Velázquez (1632)

La parola compare all'inizio dell'enciclica Studiorum Ducem del 1923 composta da papa Pio XI in onore di Tommaso d'Aquino, santo e Dottore della Chiesa.
Sinonimi dei verbi "condurre, guidare" si ritrovano nella preghiera dell'Angelo di Dio ("reggere","governare", intesi anche come "custodire"), sebbene al suo interno non sia presente il verbo latino "ducere". Nell'iconografia cristiana di san Tommaso, è frequente vedere il Doctor Angelicus raffigurato mentre è sostenuto dalla gerarchia degli angeli, alla cui trattazione dedicò interi capitoli della Summa Theologiae, la sua opera fondamentale.

## Nella letteratura
Dante Alighieri nella Divina Commedia usò il termine duca (con il significato di guida, quindi analogamente a duce) riferendosi a Publio Virgilio Marone:
(Dante, Divina Commedia, Inferno, Canto II, v. 140)